# Notjnaja smena
Notjnaja smena (russisk: Ночная смена) er en russisk spillefilm fra 2018 af Marjus Vajsberg.

## Medvirkende
- Vladimir Jaglytj som Maksim "Max" Samsonov
- Pavel Derevjanko som Sergej "Serjoga" Balasjov
- Ksenija Teplova som Anna "Anja" Samsonova
- Vitalija Kornijenko som Vera Samsonova
- Natalija Bardo som Kristina